# 갈고리나방상과
갈고리나방상과(Drepanoidea)는 나비목에 속하는 대시류 나방 상과의 하나이다.

## 하위 과
- 갈고리나방과 (Drepanidae)
- 제비나비붙이과 (Epicopeiidae)